# Première guerre d'indépendance italienne
Première guerre d'indépendance italienne
Batailles
- Cinq journées de Milan
- Pastrengo
- Santa Lucia
- Vicence
- Cornuda
- Curtatone et Montanara
- Goito
- Custoza
- Milan
- Novare

La première guerre d’indépendance italienne est le premier des nombreux conflits qui opposent le royaume de Sardaigne, qui par la suite deviendra le royaume d’Italie, à l'empire d'Autriche. Elle se décompose en trois phases : deux campagnes militaires (23 mars-9 août 1848, 20-24 mars 1849), séparées par une période de trêve qui dure quelques mois et se termine par la répression envers les républiques de Rome et de Florence, et la reconquête de Venise où s'était établie la république de Saint-Marc.

## Première campagne militaire

### Prologue
En 1848 une série de mouvements insurrectionnels a lieu à Palerme et Messine, contre le pouvoir des Bourbons, puis à Paris, Vienne, et enfin à Venise et Milan. Alors qu’à Venise le gouverneur local autrichien accepte de laisser la ville sans coup férir, les combats à Milan sont particulièrement violents, le commandant de l’armée du royaume lombard-vénitien, le feld-maréchal Joseph Radetzky, n’arrivant pas à dominer la révolte, quitte la ville après cinq jours de furieux combats. Il y a en même temps de nombreuses manifestations dans beaucoup de villes du royaume et à Côme la garnison entière se rend aux insurgés (les « cinq journées de Côme »).

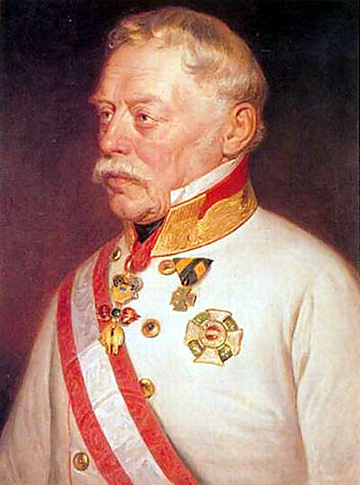
Comte Joseph Radetzky

Le lendemain de la conclusion des « cinq jours de Milan » du 18 au 22 mars 1848, le roi de Sardaigne Charles-Albert déclare la guerre à l'Autriche et la première guerre d’indépendance commence.

### L'avancée du Tessin au Mincio

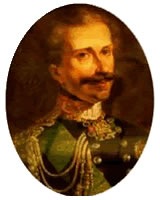
Charles-Albert de Sardaigne

Le 23 mars 1848 les premiers contingents de l'armée sarde franchissent le Tessin, suivis du gros des troupes le 26 qui se compose de cinq divisions qui reçoivent un nouveau drapeau : le drapeau tricolore.
Avec une certaine lenteur, Charles-Albert poursuit le feld-maréchal Radetzky et avance le long de la direction Pavie-Lodi-Crema-Brescia et le rejoint au-delà du Mincio vers les forteresses du quadrilatère.
Au cours de cette opération, le roi Charles-Albert de Sardaigne bénéficie de la participation des États pontificaux (7 500 hommes), du grand-duché de Toscane (7 000 hommes) et du royaume des Deux-Siciles (16 000 hommes) qui s’ajoutent à ses 30 000 soldats.
Charles-Albert bat Radetzky une première fois à Pastrengo le 30 avril, la victoire commence avec la charge historique des carabiniers à cheval, puis à la bataille de Santa Lucia, sous les murs de Vérone, le 6 mai mais l’armée sarde ne profite pas du succès obtenu. Elle repousse, aidée par les volontaires toscans, une contre-offensive autrichienne qui est partie de Mantoue le 29 à Curtatone et Montanara et le 30 mai à Goito. Le 30 mai, la forteresse autrichienne de Peschiera se rend, et Charles-Albert est acclamé roi d'Italie par ses troupes.

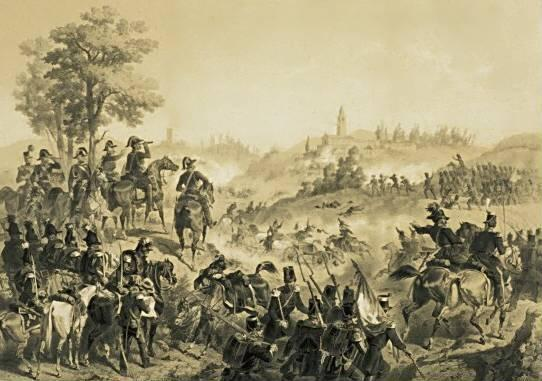
Bataille de Pastrengo gravure de Stanislas Grimaldi de Puget

### La sortie du conflit de l’armée pontificale et de l’armée des Bourbons
Embarrassé par le fait de combattre une grande puissance catholique et craignant un possible schisme des catholiques autrichiens, Pie IX prononce la fameuse « allocution » au consistoire du 29 avril, dans laquelle il désavoue l’action de son armée qui a pénétré en Vénétie, à Padoue et à Vicence. Plus grave, il désavoue la guerre contre l'Autriche. Le discours du 29 avril 1848 met en évidence la contradiction et l’incompatibilité de la position du pape comme chef de l’Église universelle et en même temps chef d’un État italien ; en d’autres termes : le pouvoir spirituel et le pouvoir temporel.
Les troupes pontificales de Giovanni Durando (qui se sont illustrées à la bataille de Cornuda les 8 et 9 mai) n'obéissent pas au pape mais l'allocution donne le prétexte à Ferdinand II des Deux-Siciles pour se retirer du conflit alors que ses troupes ont rejoint le Pô et sont prêtes à entrer en Vénétie pour soutenir l’armée romaine envoyé par Pie IX.
L'alliance entre Ferdinand II et Charles-Albert est ambiguë en raison de la situation politique
- du duché de Parme, où une certaine majorité de la population veut voir le duché annexé au royaume de Sardaigne alors qu'il appartient à une dynastie bourbonne proche de celle de Ferdinand II ;
- de la Sicile, qui est engagée depuis janvier dans une révolution. Les révolutionnaires ont repoussé les troupes des Bourbons lors de la bataille de la place forte de Messine et envoyé une délégation à Turin pour offrir la couronne à un prince de la maison de Savoie, sans même quelques encouragements de la part de Charles-Albert.

### La guerre des volontaires
De tout le corps expéditionnaire napolitain, seul le général Guglielmo Pepe, un vieux patriote, refuse l’ordre et avec l’artillerie et le génie, il rejoint Venise où il participe au siège de Venise.

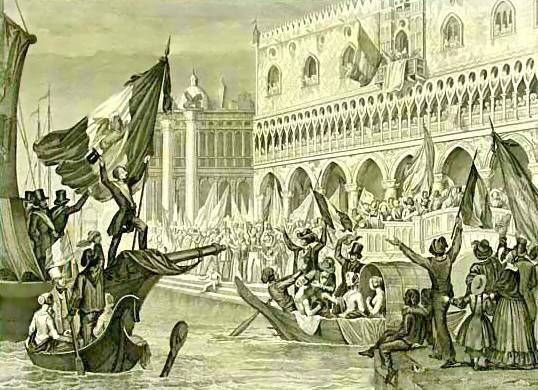
La proclamation de la république de Saint-Marc.

Beaucoup d’autres volontaires participent au conflit et en particulier l’armée toscane et les nombreux volontaires encadrés par le gouvernement provisoire de Lombardie, les volontaires romains du général Andrea Ferrari. Giuseppe Garibaldi et Giuseppe Mazzini rentrent en Italie pour participer à la guerre mais l’accueil par la maison de Savoie n'est pas chaleureux au point que Garibaldi ne peut participer qu’aux derniers combats, conduisant une petite guérilla dans la province de Côme à la frontière avec le canton du Tessin.

### La contre-offensive autrichienne
La ligne de front se situe entre le Mincio et Vérone. Aucun des succès obtenus par Charles-Albert n’a été décisif et la position de Radetzky s’est considérablement renforcée avec l’arrivée d’un corps d’armée constitué par le comte Nugent sur l'Isonzo et d’autres renforts du Tirolo. Ces renforts permettent aux Autrichiens la reconquête de Vicence le 10 juin, et la reprise de l’offensive : ils battent l'armée sarde les 23-25 juillet dans une série de combats passés à l’histoire comme la première bataille de Custoza.
Le même 10 juin, Charles-Albert reçoit une délégation conduite par le maire de Milan, Gabrio Casati, qui apporte le résultat du plébiscite pour l'union lombardo-piémontaise (1848), lequel demande l'entrée de la Lombardie dans le royaume de Sardaigne.
Mais forcé par l'armée de Radetzky, il commence une retraite ordonnée vers l'Adda et Milan, où se déroule, le 4 août la bataille de Milan, au terme de laquelle Charles-Albert se résout à demander un armistice.

### L'armistice
Le 5 août, la capitulation est signée. Le 6 août, les Autrichiens rentrent dans Milan par la Porta Romana (it). Le 9 août, la trêve est ratifiée avec la signature, à Vigevano, de l'armistice Salasco (du nom du général Carlo Canera di Salasco). L'empire d'Autriche retrouve ses frontières fixées en 1815 par le congrès de Vienne, toutes les villes libérées retournent aux mains des Autrichiens à l’exception de Venise qui se prépare à subir un long siège.
L'article 6 de l'armistice prévoit une durée minimum de six semaines et les principaux protagonistes Charles-Albert de Sardaigne et Radetzky savent que la trêve est temporaire en raison de l’absence d’une défaite décisive et que les hostilités, tôt ou tard, vont reprendre.
Le prestige militaire de Charles-Albert de Sardaigne est fortement affaibli. Au parlement subalpin, les tendances radicales reprennent de la vigueur et l’année d’après les premières initiatives démocratiques débutent.

## La seconde campagne militaire

### La révolution démocratique à Rome et à Florence
Une période complexe débute où la politique italienne est dominée par la prochaine reprise des hostilités avec l’empire d'Autriche : le gouvernement sarde et les patriotes démocrates cherchent à profiter de la trêve pour s’allier à des forces extérieures. Toutes les illusions sont perdues quant à la participation de Ferdinand II des Deux-Siciles, la question concerne seulement les positions de Florence et Rome.
- Dans le Grand-duché de Toscane la position est en faveur de la cause nationale depuis que Léopold II a, le 27 octobre, conféré la charge du gouvernement au démocrate Giuseppe Montanelli, qui inaugure une politique ultra démocratique (dans la terminologie politique de l’époque), tournée vers l’union avec les autres états italiens et la reprise conjointe de la guerre contre l'Autriche.

- Dans les États pontificaux, une insurrection est menée par les républicains après l’assassinat de Pellegrino Rossi, ministre libéral du pape, le 15 novembre qui contraint Pie IX à la fuite dans la forteresse napolitaine de Gaète, le 24 novembre. Peu de temps après, Léopold II de Toscane, qui a fui Florence, le 30 janvier, le rejoint, le 21 février à Gaète.

À Rome, un gouvernement provisoire est constitué qui organise de nouvelles élections les 21-22 janvier 1849 : la nouvelle assemblée est officialisée le 5 février et le 9 février elle vote le « décret fondamental » de proclamation de la république romaine. C’est dans ce climat, que, le 12 décembre, Giuseppe Garibaldi est entré dans Rome avec sa légion de volontaires.
Arrivés à Gaète, Pie IX et Léopold II acceptent les offres de protection des grandes puissances étrangères.

### La reprise de la guerre
Charles-Albert rompt la trêve avec l’Autriche le 20 mars. Son armée (80 000 hommes) est mal préparée et elle est lourdement battue à Novare, les 22-23 mars. Il doit abdiquer en faveur de Victor-Emmanuel II et prend le chemin de l'exil au Portugal, où il meurt le 28 juillet 1849. La fin de la guerre est entérinée par l’armistice de Vignale, négociée le 24 mars et signée le 26 et suivi de la paix de Milan du 6 août 1849. La bataille de Novare concrétise définitivement la suprématie de l’Autriche sur la Lombardie.
Victor-Emmanuel II se concentre sur la situation intérieure qui est devenue chaotique.
Dans les jours qui suivent, Radetzky met fin aux agissements des patriotes lombards du Comité provisoire de Côme (1849) et remet de l'ordre à Brescia dans le sang, ce sont les Dix journées de Brescia, alors que se poursuit le siège de Venise.

### Les nouvelles invasions étrangères
La route est libre pour le jeu des puissances dans un pays affaibli. Le premier à agir est Louis-Napoléon Bonaparte, qui le 24 avril fait débarquer à Civitavecchia un corps expéditionnaire français, emmené par le général Oudinot. Il tente l’assaut de Rome le 30 avril mais est repoussé, il se replie sur Civitavecchia où il demande des renforts.
Cette tentative est suivie par celle d’un corps expéditionnaire napolitain, vaincu par Giuseppe Garibaldi à Palestrina, le 9 mai, puis par une première armée autrichienne commandée par Constantin d'Aspre qui saccage Livourne le 11 mai et occupe Florence le 25 mai, suivie par une seconde, qui assiège et prend Bologne, le 15 mai, et Ancône, le 21 juin.
Vient enfin un corps expéditionnaire espagnol qui rejoint Gaète vers fin mai et est envoyé pour occuper l'Ombrie sans combats mémorables.

### La reddition de Rome
Le prétexte de venger la défaite du 30 avril, mais surtout la situation politique intérieure de la France - il s'agissait pour Louis-Napoléon de remporter les suffrages futurs de l'opinion catholique française souvent légitimiste, scandalisée de l'exil du pape et méfiante à l'égard d'un Bonaparte - et plus important au fond pour lui : la volonté de réduire la mainmise de l'Autriche sur la péninsule vaincue en limitant les succès de Radetzky en Toscane, Émilie, Marches - tout cela conduit Louis-Napoléon, futur empereur Napoléon III, à envoyer des troupes afin de chasser les républicains de Rome. Il envoie donc 30 000 soldats et un équipement suffisamment puissant pour tenir un siège. Le 1er juin, le général français Oudinot rompt un traité d’alliance négocié par Ferdinand de Lesseps et annonce la reprise des hostilités : Rome est assaillie à l’aube du 3 juin. L'historiographie italienne parle de résistance tenace, en fait des combats sporadiques ont lieu. Le siège de Rome s'étend en longueur dans une attente angoissante. C’est seulement le 2 juillet que la république se rend, après quelques bombardements… Le petit peuple romain et l'aristocratie noire pour l'instant acclament les Français et Pie IX revient à Rome le 12 avril 1850.
Le 2 juillet 1849, Garibaldi regroupe place Saint-Pierre 4 700 volontaires et sort de Rome par le côté est avec l'intention de soulever la province pour rejoindre Venise assiégée. Il est poursuivi par Aspre jusqu’à Comacchio ; il perd sa femme, Anita Garibaldi, s’échappe de justesse en Ligurie, et de là, en 1850, se rend à New York auprès d’Antonio Meucci.

### La reddition de Venise
La ville de Venise, après une longue résistance, épuisée par le siège autrichien, par la faim et une épidémie de choléra, doit se rendre, signant la trêve le 23 août 1849.